# Dicologlossa cuneata
Dicologlossa cuneata е вид лъчеперка от семейство Морски езици (Soleidae). Видът не е застрашен от изчезване.

## Разпространение и местообитание
Разпространен е в Ангола, Гвинея, Гвинея-Бисау, Испания (Канарски острови), Кабо Верде, Република Конго, Мавритания, Намибия, Португалия (Мадейра) и Южна Африка.
Обитава крайбрежията и пясъчните дъна на полусолени водоеми, морета и заливи. Среща се на дълбочина от 1,5 до 430 m, при температура на водата от 11,2 до 22,5 °C и соленост 35,4 – 36,7 ‰.

## Описание
На дължина достигат до 30 cm.